# Pancake
De pancake is een term uit de volleybalsport. Men spreekt van een pancake als de bal met de rug van de hand wordt gespeeld terwijl de hand plat (als een pannenkoek/pancake) op de grond ligt.
Een pancake is vaak een laatste middel om een tactisch geplaatste aanval te pareren. De verdedigende speler is dan niet meer in staat de bal via een normale onderhandse techniek te verdedigen, maar kan de bal in feite nog maar net aanraken.
Door de hand plat op de grond te leggen maakt de verdediger gebruik van de hardheid van de ondergrond waardoor de bal net zo hoog opstuitert als wanneer de bal op de grond zou komen. Mede hierdoor is het voor een scheidsrechter soms moeilijk te beoordelen of de bal al dan niet de grond heeft geraakt, maar meestal is te zien aan de richting waarin de bal stuitert of de bal al dan niet de grond heeft geraakt.